# کولومی (کالیفرنیا)
کولومی (به انگلیسی: Cholame) یک منطقهٔ مسکونی در ایالات متحده آمریکا است که در شهرستان سن لوییز اوبیسپو، کالیفرنیا واقع شده‌است. کولومی ۳۵۲٫۶۶ متر بالاتر از سطح دریا واقع شده‌است.